# Jhunjhunun
Jhunjhunun (hindi: झुन्झुनूं) ou Jhunjhunu (híndi: झुन्झुनू) é uma cidade no Rajastão.

## População
No censo da Índia de 2011, a cidade de Jhunjhunu tinha uma população de 118.473 habitantes e uma taxa de alfabetização de 73,58%.